# Острица (Смолянская область)
Острица (болг. Острица) — населённый пункт в Болгарии. Находится в Смолянской области, входит в общину Чепеларе. Население составляет 44 человека.

## Политическая ситуация
Кмет (мэр) общины Чепеларе — Георги Иванов Попов (Болгарская социалистическая партия (БСП)) по результатам выборов 2007 года в правление общины.